# روعةالمدار (الشغادرة)

تعديل مصدري - تعديل

روعةالمدار هي إحدى قرى عزلة الحواصلة بمديرية الشغادرة التابعة لمحافظة حجة، بلغ تعداد سكانها 11 نسمة حسب تعداد اليمن لعام 2004.